# United Suffragists
The United Suffragists (en français, les Suffragistes unis) est un mouvement revendiquant le droit de vote des femmes au Royaume-Uni fondé en 1914 et dissous en 1918. 

## Histoire
Le groupe est fondé le 6 février 1914 par d'anciens membres et sympathisants de la Women's Social and Political Union (WSPU). Contrairement à cette dernière, elle admet des adhérents hommes, et des suffragistes non militantes. 
Les membres fondateurs des United Suffragists étaient Louisa Garrett Anderson, HJ Gillespie, Gerald Gould, Agnes Harben, Bessie Lansbury, George Lansbury, Mary Neal, Emmeline Pethick-Lawrence, Julia Scurr, John Scurr, Evelyn Sharp et Edith Ayrton. Louise Eates est membre à partir de 1914. Helen Crawfurd crée une branche écossaise à Glasgow en 1915. 
Le journal Votes for Women, dirigé par les Pethick-Lawrence et auparavant associé à la WSPU devient l'organe officiel du mouvement. Contrairement à la WSPU, elle a continué de faire campagne pendant la Première Guerre mondiale et attire progressivement d'anciens membres de cette organisation et de la National Union of Women's Suffrage Societies (NUWSS). 
Après l'introduction du suffrage féminin en 1918, le groupe se dissout, après avoir célébré l'armistice.

## Personnalités en lien avec le mouvement
- {Barbara Ayrton-Gould
- Amy Bull
- Emmeline Pethick-Lawrence
- Frederick Pethick-Lawrence